# Tetrathemis ruwensoriensis
Tetrathemis ruwensoriensis är en trollsländeart som beskrevs av Fraser 1941. Tetrathemis ruwensoriensis ingår i släktet Tetrathemis och familjen segeltrollsländor. IUCN kategoriserar arten globalt som otillräckligt studerad. Inga underarter finns listade i Catalogue of Life.